# Sospesa (Malika Ayane)
Sospesa è un brano musicale della cantante italo-marocchina Malika Ayane, pubblicato come suo singolo di debutto nel 2008.

## Il brano
Sospesa è stato scritto da Ferdinando Arnò con il titolo Soul Waver ed il testo in lingua inglese. Pacifico invece è l'autore del testo in italiano intitolato Sospesa, e partecipa al brano, cantando nell'ultima parte della canzone. Malika Ayane ha raccontato in una intervista di essere rimasta "sconvolta in senso positivo" della trasformazione del brano, ad opera di Pacifico, che è stato uno dei primi autori presentati da Caterina Caselli alla cantante. Sia Sospesa che Soul Waver sono state incluse nell'album Malika Ayane pubblicato il 26 settembre 2008. Soul Waver era stata utilizzata come colonna sonora degli spot televisivi della SAAB. Nel 2010, la canzone viene scelta per far parte della colonna sonora del film Letters to Juliet.

## Il video
Il video musicale prodotto per Sospesa è stato diretto dai registi Paolo Rambaldi e Roberto Battaglia, e realizzato dalla Akita Film. Le atmosfere del video sono ispirate al movimento della nouvelle vague. Nel surreale video, girato interamente in bianco e nero, Malika Ayane viaggia per la città a bordo di un letto matrimoniale, mentre intorno a lei si dipanano le vicende di alcuni personaggi, una delle quali è interpretata da Maya Sansa. Pacifico si vede alla fine del video, nei panni di un venditore di palloncini, circondato da alcune piccole ballerine. Miss Satine in abiti anni 60 che cammina incrociando Malika e l'uomo con il coniglio.

## Tracce
Download digitale
1. Sospesa - (Malika Ayane feat. Pacifico) - 2:58
2. Soul Waver - 3:02

## Formazione
- Malika Ayane - voce
- Ferdinando Arnò - programmazione
- Paolo Costa - basso
- Lele Melotti - batteria
- Luca Colombo - chitarra